# Joseph Maria Brentano
Joseph Maria Brentano (* 8. November 1778 in Laufenburg; † 2. Januar 1851 ebenda; heimatberechtigt in Laufenburg) war ein Schweizer Politiker und Offizier. Im Jahr 1815 war er kurzzeitig Regierungsrat des Kantons Aargau.

## Biografie
Der Sohn des Kaufmanns Dominik Brentano begann 1791 in Chalon-sur-Saône eine Lehre in einem Handelshaus, musste aber zwei Jahre später wegen der Revolutionswirren zurückkehren und trat in das väterliche Geschäft ein. Ab 1796 diente er als Offizier in der österreichischen Armee. Nachdem das damals zu Vorderösterreich gehörende Fricktal 1797 von den Franzosen erobert worden war, verurteilte ihn ein französisches Kriegsgericht in Abwesenheit zum Tode, weil er den Dienst in der Armee des Feindes nicht quittiert hatte; das Urteil wurde jedoch nie vollstreckt. Gleichwohl erlitt er wegen der französischen Besetzung einen beträchtlichen Vermögensverlust, die Schätzungen des Laufenburger Bezirksamts im Jahr 1815 beliefen sich auf 10'000 bis 12'000 Gulden.
Nach dem Frieden von Lunéville kehrte Brentano 1801 ins zivile Leben zurück und zog in den Kanton Aargau, wo ihn die Regierung drei Jahre später aufgrund seiner Erfahrung zum Hauptmann und Mitglied des Kriegsrates ernannte. 1805 wurde er zum Oberstleutnant ernannt, 1814 zum Kommandanten der Grenzbesetzungstruppen entlang des Rheins. Im Jahr 1815 war er Oberkommissar des eidgenössischen Generals Niklaus Franz von Bachmann, 1818 folgte die Beförderung zum Obersten.
Auch auf politischer Ebene war Brentano aktiv. 1808 wurde er in den Grossen Rat gewählt, dem er bis 1832 und erneut von 1837 bis 1846 angehörte. Im Jahr 1815 war er einige Monate lang Mitglied der Kantonsregierung. Brentano gründete die Gesellschaft für vaterländische Kultur und führte 1827 jene Entschädigungsverhandlungen zu Ende, die nach der Abtrennung von Laufenburg (Baden) notwendig geworden waren. 1830 vertrat er den Kanton Aargau an der eidgenössischen Tagsatzung, danach war er von 1831 bis 1842 als Bezirksamtmann in Laufenburg tätig.
Seine Tochter Maria Josepha Brentano heiratete 1848 den Sohn seines Bruders Kasimir, Karl Friedrich Brentano.